# Северен (район на Пловдив)
Вижте пояснителната страница за други значения на Кършияка.
Район Северен е един от административните райони на Община Пловдив. Често целият район е наричан „Кършияка“ (произнасяно още Каршияка, Каршиака) по името на стария квартал от северната страна на река Марица. Името означава отсрещната страна или отсрещния край (на турски: karşı yaka).

## Разположение и структура
Границите на район „Северен“ са – на запад, север и изток със землищната граница на Пловдив с община „Марица“, а на юг е северният бряг на река Марица, където от изток на запад граничи с районите „Източен“, „Централен“ и „Западен“.
Районът се състои от следните квартали:
- „Гаганица“
- „Герджика“
- „Захарна фабрика“
- „Кършияка“
- „Марица Гардънс“
- „Разкопаница“
- „Тодор Каблешков“
- „Филипово“
- „Харман махала“
- „Шекер махала“
- „Юрий Гагарин“

## История
Каршияка се образува в началото на XVI в. По това време султанският велможа Ибрахим паша, по произход грък от Епир, построява голяма конюшня за близо 800 коня и камили на север от реката, в близост до Шахабеддиновия мост, който се е намирал близо до пешеходния мост.
През XVI в. в Пловдив се заселват голям брой евреи, а през следващия век пристигат арменци от Галатия. По същото време в големите градове по българските земи търгуват търговци от Дубровник. Наред с турци, българи, и гърци, голяма част от тези групи хора се установяват в Каршияка. Сухоземните маршрути от Западна и Централна Европа до Цариград през пролетта и лятото са минавали на север от Пловдив. Големият приток на българско население е през XVIII в. и XIX. в., когато се оформя българският характер на квартала. Населението на Кършияка се е занимавало със занаяти, свързани с поддръжката на конете и камилите, с ханджийство, с гемиджийство, но основно с бахчийство.
Докъм средата на XX в. в квартала са живели средно заможни зеленчукопроизводители, използващи водите на реката за напояване, превозвачи по реката, дребни търговци и занаятчии. Запазени днес къщи от този период, строени от архитекти Стефан Джаков, Тома Търпов, Камен Петков и др., свидетелстват за изискан стил.
Районът в сегашните си граници е създаден със Закона за териториално деление на Столичната община и големите градове през 1995 г.

## Население
Населението на Район Северен по постоянен адрес към 15 март 2009 г. съставлява 54 218 жители.

## Администрация
Кметове на района:
- Ральо Ралев (2011 – 2019)
- Стоян Алексиев (2019 – 2023)
- Венцислава Любенова (от 2023 г.)

В района работят държавни административни учреждения – полицейско и пожарно управление, KAT, Бюрото на регионалната служба по заетостта и много други. На територята на района се намира и админситрацията на Община Марица.

## Инфраструктура
Съвременното развитие на урбанизираната територия се свързва с развитието на Международния панаир Пловдив, намиращ се в района. Край Панаира активно се строят нови жилищни и търговски сгради, офиси и хотели. Обликът на района се доминира от наличието на три от четирите най-престижни хотела в града – Гранд хотел „Пловдив“, „Санкт Петербург“ и „Марица“.

### Училища
В района се намират
- Новата сграда на Пловдивския университет „Паисий Хилендарски“ и спортната зала на университета.
- Висше училище по агробизнес и развитие на регионите

В района се намират гимназиите:
- Езикова гимназия „Пловдив“
- Френска езикова гимназия „Антоан дьо Сент-Екзюпери“
- Езикова гимназия „Иван Вазов“
- ПГ Хранителни Технологии и Техника

Както и училищата
- СОУ „Пейо Яворов“
- СОУ „Христо Г. Данов“
- СОУ „Никола Вапцаров“
- СОУ „Райна Княгиня“,
- ОУ „Димитър Димов“,
- НУ „Христо Ботев“ и др.

Присъстват и полудневни и целодневни детски градини (ЦДГ), детски ясли, детски клубове, детски школи, детски и езикови центрове, детски кухни, детски забавачки и детски консултации.

### Здравеопазване
В района работят и известен брой здравни заведения:
- МБАЛ Пловдив
- МБАЛ „Св. Иван Рилски“
- 3 ДКЦ

### Промишленост
Дейност развиват и промишлени предприятия разположени около входно-изходните към трите възела на магистрала Тракия, Пазарджик и Рогош.
На територията на района се намират:
- Институт по консервна промишленост
- Институт по зеленчукови култури
- Институт по рибарство и аквакултури

### Tърговия
На територията на района се намира Пловдивския панаир.
В района развиват дейност и голям брой разнообразни по предлаганите си стоки магазини.

### Tранспорт
В Район Северен се движат (частни) автобуси и маршрутки, които свързват района с центъра и останалите части на града. В района функционира и железопътен транспорт – съществуват жп гара Филипово и автогара Север. На разположение са и частни транспортни услуги като таксита, налице са и няколко бензиностанции и газостанции.

### Автобусни линии
1, 4, 7, 9, 11, 12, 15, 16, 18, 20, 21, 25, 27, 93 и 99.

### Маршрутни линии
5 и 8

## Култура, спорт и забележителности
Район Северен разполага и с малък брой културни центрове, които включват две районни библиотеки.
В района се намира стадиона на ФК Марица, зала „Строител“ и спортната зала на Пловдивския университет.

### Забележителности
- Къщи в следосвобожденска архитектура на старата улица „Карловска“ и малкото площадче „Неофит Рилски“.

### Паркове
- Парк „Рибница“

### Храмове
Естествен център на района е православния храм „Св. Иван Рилски“, построен през 1931 г. Наблизо до него се намира и евангелиски храм.

### Паметници
- Паметна плоча на мяското, където е бил ханът на братя Търневи – ул. Васил Левски, близо да църква „Св. Иван Рилски“
- Паметни плочи на загиналите пловдивчани от кв. Филипово във войните 1912 – 1913 г. и 1915 – 1918 г. – плочите са поставени на източната страна на църквата „Свети Иван Рилски“ поставени съответно през 1938 и 1940 г.

## Галерия
- Изглед към Каршияка, стария и новия мост на пощенска картичка от 30-те години на XX век
- Изглед от Небет тепе към Каршияка